# Estádio Roumdé Adjia
O Estádio Roumdé Adjia (em francês: Stade Roumdé Adjia) é um estádio multiuso localizado na cidade de Garua, nos Camarões, inaugurado em 1978. Em 2019, foi escolhido pela Federação Camaronesa de Futebol para ser uma das sedes oficiais do Campeonato Africano das Nações de 2021, realizado no país. A construtora portuguesa Mota-Engil ficou responsável pela execução do projeto de remodelação do estádio iniciado em 2018 e concluído em 2020.
O estádio é oficialmente a casa onde o Cotonsport Garoua, considerado o maior clube de futebol camaronês, manda seus jogos oficiais por competições nacionais e continentais. Esporadicamente, a Seleção Camaronesa de Futebol também manda partidas amistosas e oficiais no estádio, cuja capacidade máxima é de 23 000 espectadores.